# Ballon

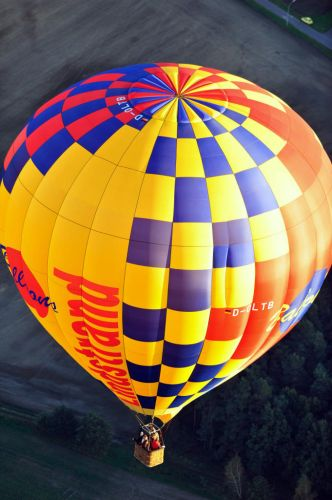
Heißluftballon mit Personen im Korb

Ein Ballon (aus mittelfranzösisch ballon von italienisch pallone, Vergrößerungsform von palla Kugel, Ball‘, aus dem Germanischen, verwandt mit Ball, Ballen) ist im heutigen Sprachgebrauch eine (zumindest im gefüllten Zustand) selbsttragende, gasdichte Hülle mit einer bauchigen, runden Form, die mit Gas oder Flüssigkeit gefüllt ist oder werden kann.
Die Aussprache im Hochdeutschen ist [baˈlõ] bzw. [baˈlɔŋ] und variiert im südlichen deutschen Sprachraum: süddeutsch, österreichisch und schweizerisch: [baˈloːn].
Manche ballonförmige Gegenstände besitzen den Wortteil in ihrer Bezeichnung, wie
- Heißluft- und Gasballon (Luftfahrzeuge)
- Luftballon (oft als Kinderspielzeug)
- die Ballonflasche als Form-Kategorie von (Glas-)Flaschen

## Arten und Verwendungen

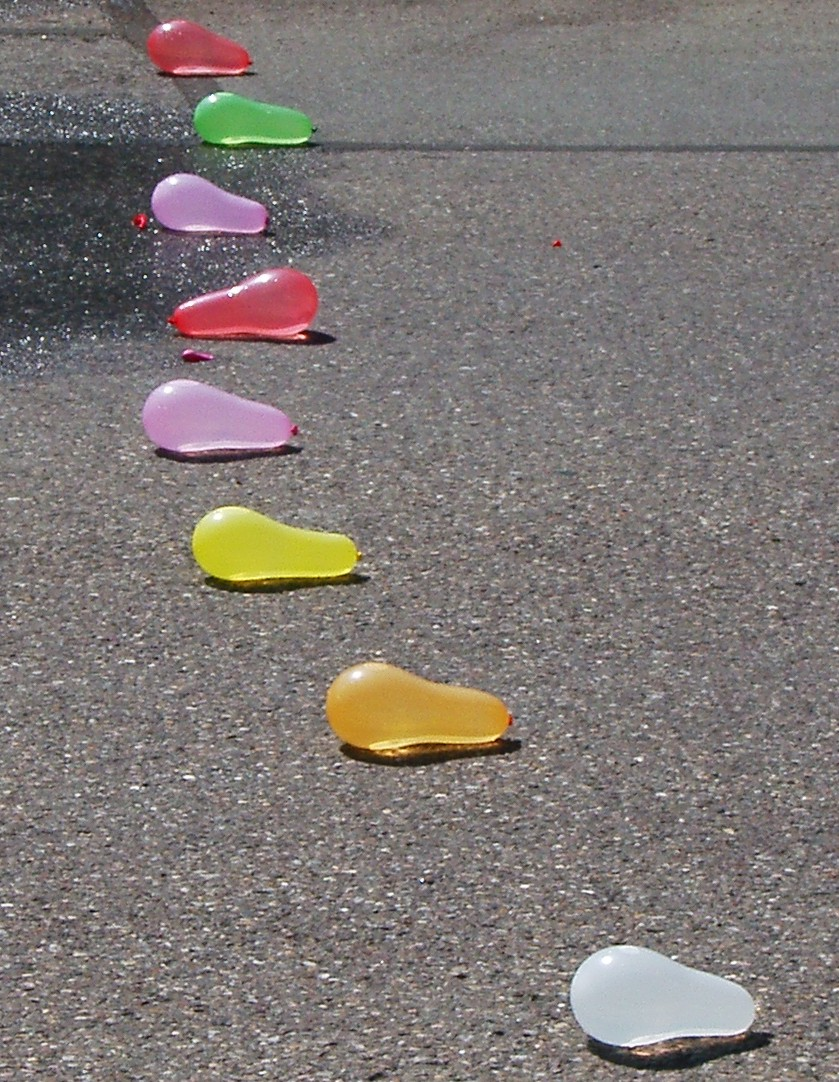
Wasserbomben

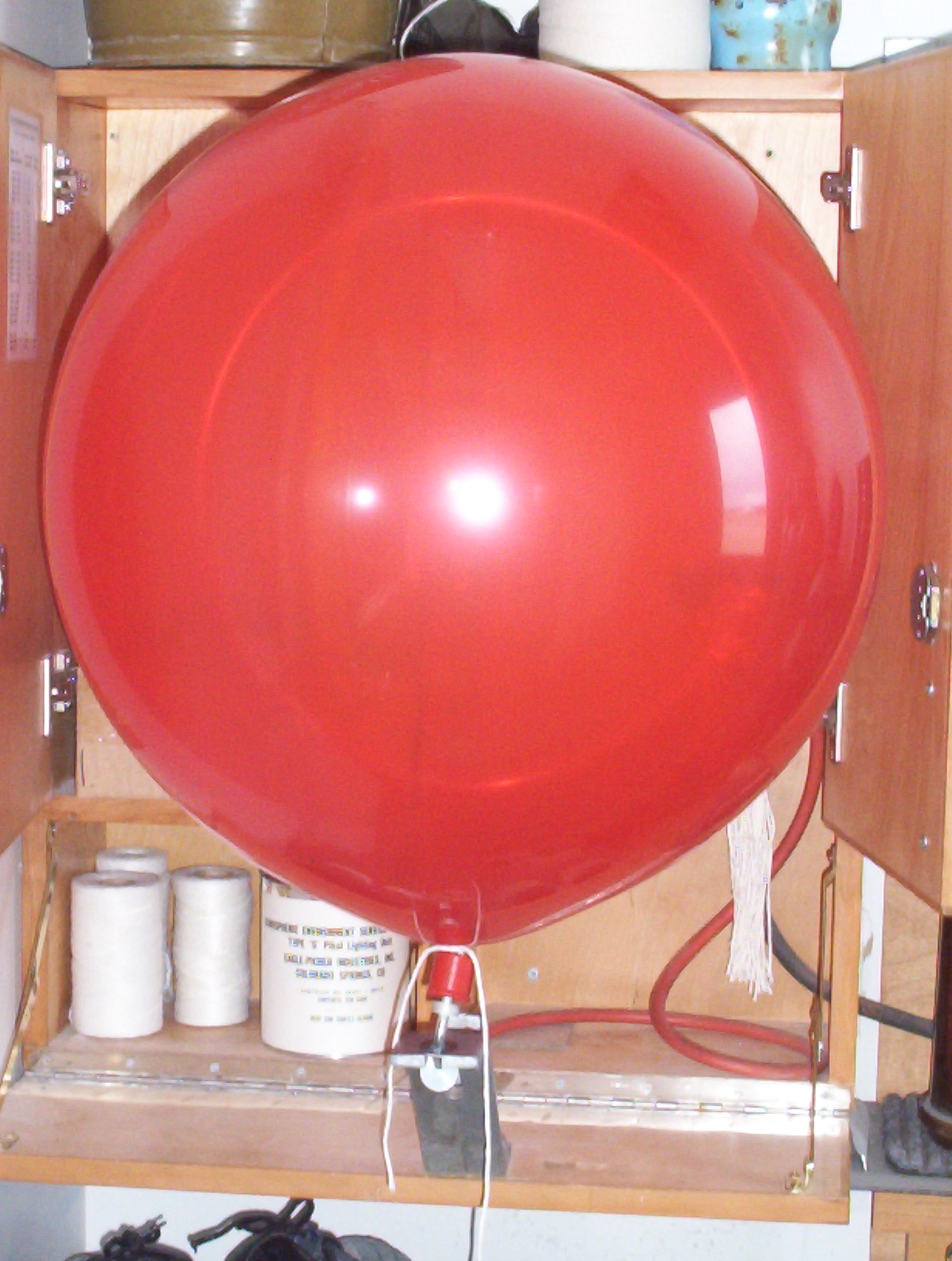
Pilotballon

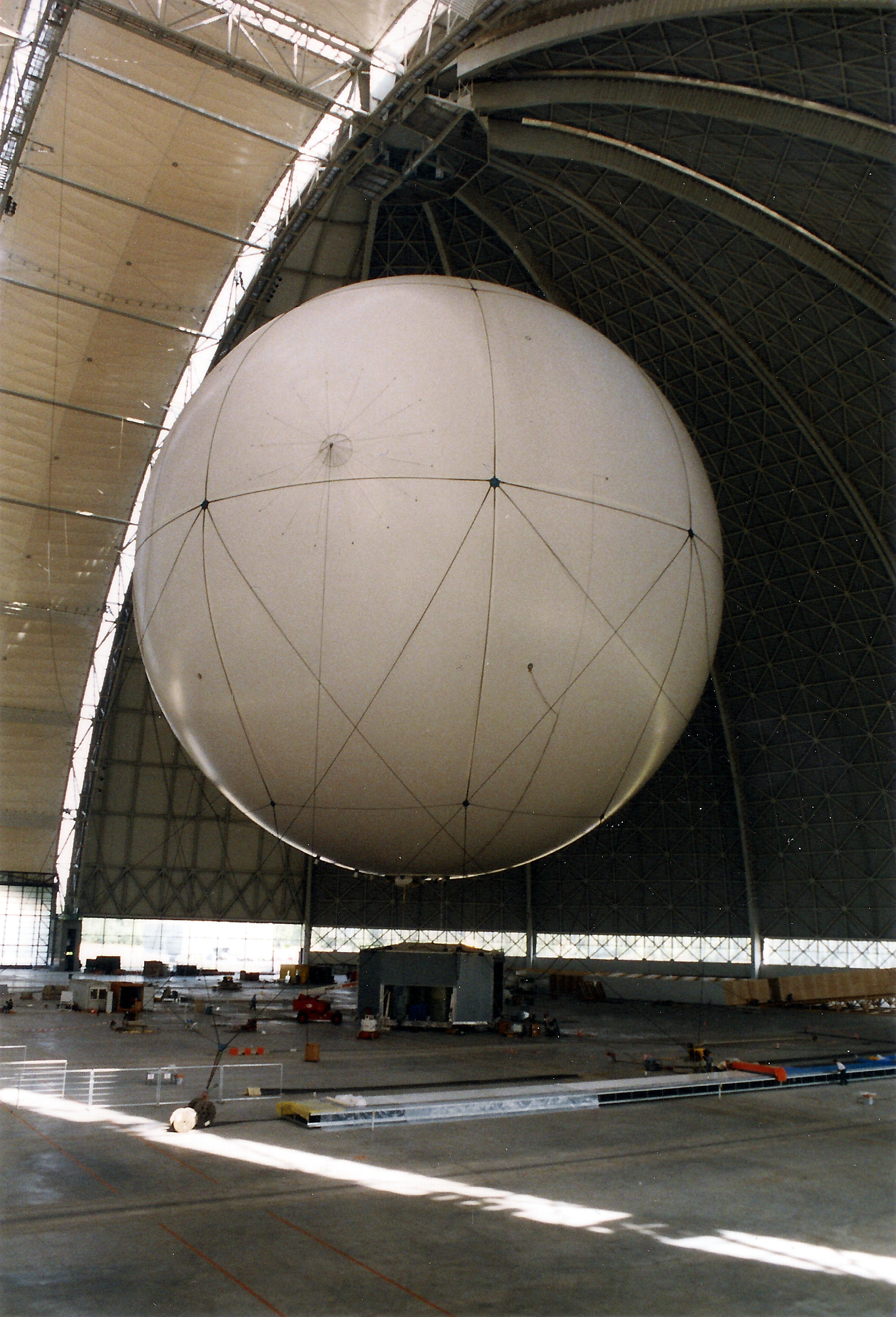
Gasballon (AirCrane in Cargolifter-Halle)

Freiballons sind im Gegensatz zu Fesselballons nicht mit einer Verankerung, etwa am Erdboden, verbunden. Sie werden vom Wind durch die Luft getrieben.

### Kleine Ballons (Volumen 0,1 bis etwa 100 Liter)
- Luftballon
  - Spielzeug, zum Beispiel Wasserbombe, oder mit Ballonhelikopter und Ballonrakete
  - Dekoration
  - Ballonpost im Rahmen von Ballonwettbewerben und als Träger von Propagandamaterial
- Solarballon
- Kong-Ming-Laterne (befeuerter Papier-Heißluftballon)
- Ballongetragener Lichteffekt
- Glasballon, Gärballon (großes Gefäß aus Glas, auch Weinballon genannt) (Hier trifft obige Definition mit statischem Auftrieb nicht exakt zu.)
- Hebeballons, luftgefüllt und unten offen, heben Lasten unter Wasser bis nahe zur Oberfläche
- Flogo, stückig fliegender Seifenblasenschaum, mit klarer Kontur und gewisser Steife, gebildet aus Blasen
- Seifenblasen, gefüllt mit Luft oder Traggas, können als Ballons aufgefasst werden; die Haut mancher Typen trocknet zu einem flexiblen Häutchen ein

### Mittlere Ballons (Volumen 100 bis 4000 Liter)
- Transport und Abwurf von Brandbomben (im Zweiten Weltkrieg, siehe auch: FUGU-Ballon)
- Transport und Abwurf von Flugblättern (im Zweiten Weltkrieg und im Kalten Krieg)
- zum Hochschleppen von Drahtantennen für mobile Lang- und Längstwellensender, wie beim Versuchssender GQV 2003
- Transport von Messgeräten, d. h. als Ballonsonde, insbesondere als Wetterballon
- Pilotballons zur Messung der Wolkenhöhe sowie der Windrichtung und -geschwindigkeit
- Fesselballons, beispielsweise Werbeträger
- Modellballons, meist ferngesteuert
- Partyballon – kleine Heißluftballons, typisch aus Papier

### Große Ballons (Volumen 2200 bis 12000 Kubikmeter)
- als Fesselballon
  - manntragender Beobachtungsballon (bis zum Zweiten Weltkrieg)
  - Sperrballon zur Abwehr von feindlichen Flugzeugen (Zweiter Weltkrieg)
  - zum Positionieren von Atombomben für die Durchführung oberirdischer Atombombentests
- Personenbeförderung
  - Heißluftballon
  - Gasballon (beispielsweise Wasserstoffballon)
  - lenkbare Ballons, siehe Prallluftschiff
- Forschungsballon (meistens Heliumfüllung) zur Erdatmosphären- und Stratosphärenforschung (die Manhigh-Flüge der USA), im Unterschied zum Wetterballon mit aufwändiger Instrumentierung. Auch als Träger von ferngesteuerten Teleskopen, Project Stratoscope
- Spionageballon: Im Kalten Krieg wurden Höhenballons von den USA als Kameraträger zur militärischen Aufklärung verwendet.
- als Rockoon zum Start von Raketen
- als Träger von Atombomben für Atombombentests in der höheren Atmosphäre
- Ultra Long Duration Ballooning der NASA, in 40 km Höhe 40 Tage lang mehrmals um die Antarktis
- als Waffe, siehe Ballonbombe

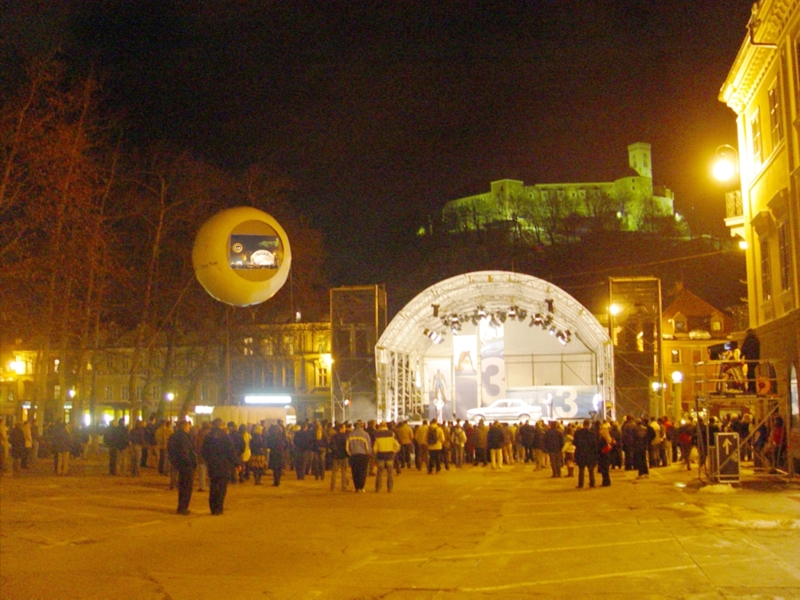
FlyingScreen

Eine weitere Anwendung ist der Ballonsatellit; er wird wie jeder Satellit mit einer Rakete in den Erdorbit geschossen und ist mit winzigen Mengen Gas gefüllt, um sich im Weltall zu einem großen Volumen aufzublähen.

### Andere Verwendung von Ballons
- Medizin – Aufblähbare Ballonkatheter erweitern etwa Blutgefäße. Ballonaufblasen mit dem Mund trainiert therapeutisch die Atemfunktion. Sogenannte Nasenballons können bei Kindern zur Schmerzlinderung bei Mittelohrentzündungen eingesetzt werden.[1]
- Musik, Akustik – Die Membran eines gasgefüllten Ballons kann wie ein Trommelfell geschlagen aber auch durch Darüberreiben mit dem feuchten Finger zum Schwingen angeregt werden. Gefüllte Ballons sind schwingungsfähige Gebilde, je größer, desto tiefer die Frequenz. Eine besonders niedrige Frequenz wird durch (mäßiges) Füllen mit einem viel schweren Fluid, wie etwa Wasser, liegend auf glattem Boden erreicht. Das Ausströmen des Füllgases durch den quer gespannten Hals eines Latexballons erzeugt Töne auf ähnliche Art wie die Stimmbänder. Das Platzen erzeugt einen Knall. Judy Dunaway musiziert mit Ballons.
- Spielzeug – Ein luftgefüllter Ballon dient als Druckspeicher für den Rückstoßantrieb eines kleinen Wagens. Beim kleinen Ballonhubschrauber wird die Luft an den Enden der (meist drei) Rotorblätter ausgestoßen.[2]
- Latexballons als gasdichter Einweg-Liner für leichte Bälle mit Textilhülle, Seele mit Ventil für aus Leder genähte Sportbälle
- Wasserbombe – kleiner Latexballon als bei Aufprall platzendes Wurfgeschoss
- Dekoration – luft- oder heliumgefüllt einzeln oder als Büschel, Leine, Girlande; schnurbefestigt an hohen oder tiefen Verankerungspunkten, zwischen 2 Punkten schnurverspannt; gebunden oder geklebt an Bögen, Gestelle, Figuren, glatte Flächen; in eine Lücke geklemmt; den Boden oder die Decke belegend.
  - Spiral-Girlanden (eigentlich: Doppelhelix) – zusammengeknotete Ballonpaare, durch Umwendeln der Knotenstellen mit Nylondraht oder -seilchen auf Lücke aneinander gereiht; 1- bis 4-färbig
  - Figurenballons – überwiegend aus Folie und mit Aufdruck, dann oft konturiert, manchmal mit Anhängseln (evtl. Stehbeine) oder als Buchstabe/Ziffer oder beschriftbarer Pfeil
  - Latexballons mit 3 dünnen Fortsätzen, die sich beim Füllen nicht aufblähen, können rasterartig zusammengeknotet werden.
- Bühne – Der Einsteige- oder Climb-In-Ballon bietet Raum und Luftvorrat für eine oder sogar mehrere Personen. Das Aufstechen befreit.
- Modellieren – dünne, lange Modellierballons werden zu Objekten (Schwert, Krone), Figuren und Tiermotiven gedehnt, verdrillt und geknotet.
- Als Form zum Werken – Ballons werden mit Kleister eingestrichen und mit Papier beklebt, um einen leichten, kugeligen Hohlkörper zu erhalten.[3]
- Experimente der Physik und Chemie nützen den Latexballon als elastisches Medium zum Speichern von meist Gasen – mit Druck oder drucklos, oder als Auftriebskörper.
- Wertvolles Helium wird in Kälteanlagen der Tieftemperaturphysik drucklos in gummierten, in Rahmen aufgehängten Textilballons zur Wiederverwendung zwischengelagert.
- Inflatables sind durch Schweißen oder Nähen von Folie, Gewebeplane oder Textilien hergestellte Werbeobjekte. Sie werden durch Gebläse gefüllt und prall gehalten, eventuell von innen beleuchtet, auch durch Ausströmöffnungen bewegt.
- Kytoon, die Kombination von Drachen und Ballon, wird zum windtoleranten Heben von Funkantennen, Fischerleinen und Kameras verwendet
- Fetisch – Die Haptik, das Tönen, das glänzend pralle Aussehen, das überraschende laute Platzen werden von vielen geliebt – bis zum Erheben zum Fetisch.
- Hebeballons sind unter Wasser luftgefüllte Säcke, die zum Heben von Lasten verwendet werden, etwa um ein versunkenes Schiff aufzurichten oder zu heben. Auftriebsbestimmend ist hier die Dichte von Wasser, 800-mal so groß wie die von Luft. Gefertigt aus reißfester Gewebeplane sind Hebeballons unten meist offen, so dass die beim Aufsteigen expandierende Luft herausquellen kann.
- Die DARPA führte 2009 ein Experiment zur Schwarmintelligenz durch. Dabei sollten für ein Preisgeld von 40.000 $ geheim gehaltene, über die USA verteilte Orte ausfindig gemacht werden, an denen zehn rote Luftballons an einem Dezembertag für einige Stunden sichtbar waren. Der Versuchsaufbau sollte zu einer kollaborativen Suche animieren. Das Experiment war erfolgreich; alle zehn Orte wurden gefunden.[4]

## Heißluft- und Gasballon
Als Füllgas wird im Allgemeinen Luft (Heißluftballon, Luftballon) oder ein Traggas wie Helium oder Wasserstoff (Gasballon), eventuell auch Wasserdampf (Heißdampfballon) verwendet. Der Ballon kann in gefülltem Zustand verschlossen sein, wodurch das eingeschlossene Gas auch unter Druck stehen kann. Die gängigen Bauformen bemannter Ballons haben eine Öffnung nach unten. Dadurch kann das leichte Traggas nicht entweichen, aber Druckänderungen oder Verformungen der Hülle durch Erwärmung des Gases oder beim Ändern der Flughöhe werden vermieden.
Bis in das 20. Jahrhundert wurden Ballons und Luftschiffe auch als Aerostaten bezeichnet. Im Sprachgebrauch werden bemannte Ballons nicht geflogen, sondern gefahren, siehe Ballonfahren#Fahren oder fliegen. Die Besatzungsmitglieder von Ballons sind die Ballonfahrer und wurden zu Anfang auch „Luftschiffer“ genannt.

### Ballontaufe
Der Luftfahrzeugführer vollzieht meist für Ballonerstfahrer ein besonderes Ritual. Die Teilnehmer stoßen auf die Fahrt an und schwören, nie mehr „Ballonfliegen“ zu sagen und außerdem jedem Ballonfahrer, den sie treffen, zu helfen und auf Nachfrage seinen vollständigen Luftfahrernamen zu sagen. Kann dieser nicht aufgesagt werden, kostet dies eine Runde für alle Ballonfahrer. Anschließend wird eine Locke des Erstfahrers vom Piloten (für das Feuer das einen in die Luft brachte) angesengt und durch Champagner (für das Wasser (als Bestandteil der Luft) die einen getragen hat) gelöscht sowie Erde auf dem Kopf gestreut (auf der man gelandet ist) „getauft“. Als weitere Tradition gilt die Vergabe von Adelstiteln wie: „Lieblich schwebendes Burgfräulein Christine über Neuschwanstein“. Diese Tradition ist auf die Zeit zurückzuführen, als es nur Adligen gestattet war, Ballon zu fahren. Heutzutage ist das Ritual auch unter dem englischen Namen „Propane and Champagne“ bekannt.

### Funktionsweise

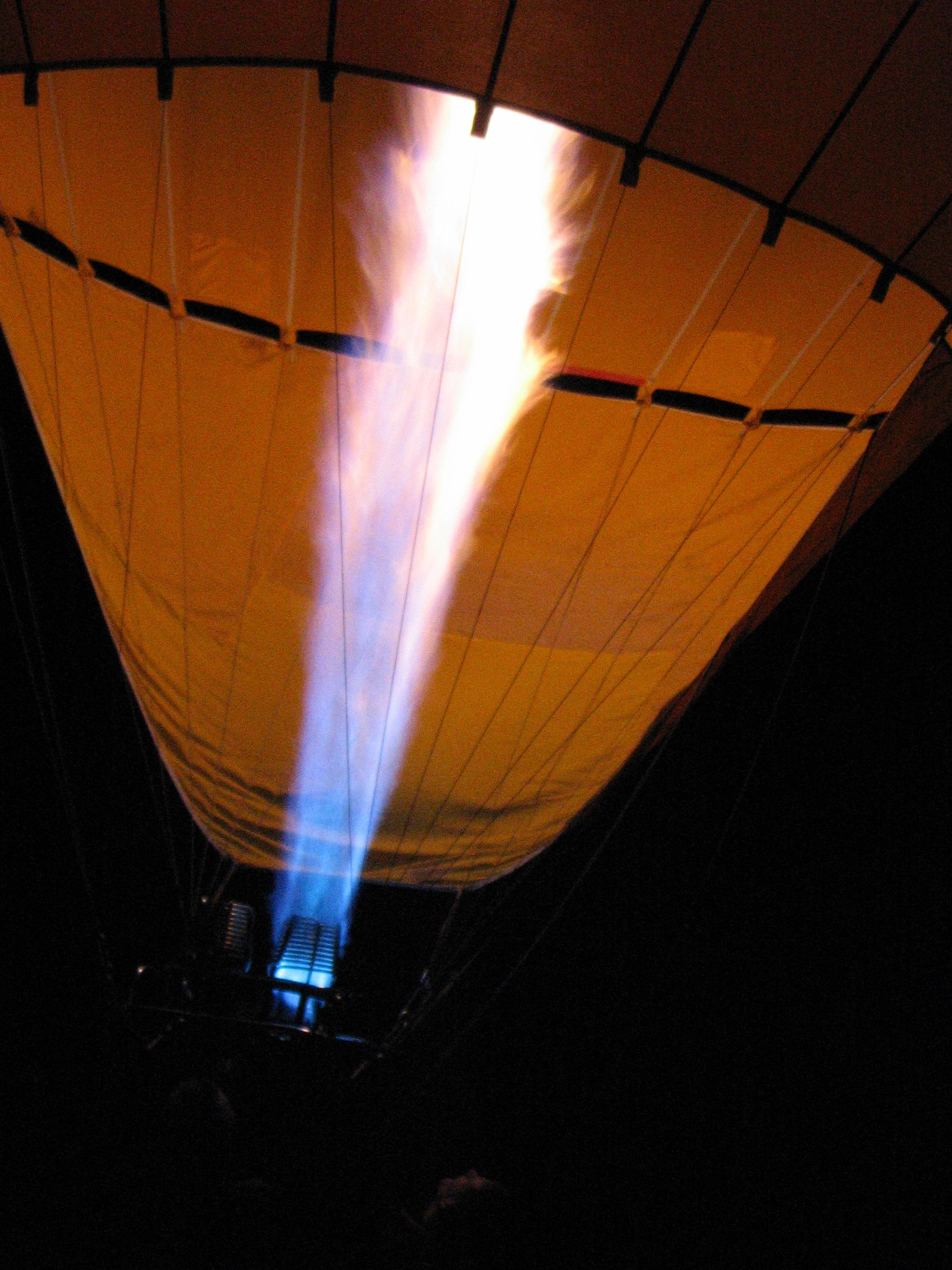
Erhitzen der Luft im Heißluftballon

Der Ballon steigt auf, da das sich im inneren Teil befindliche Gas (sei es warme Luft oder ein gefangenes Gas) eine geringere Dichte als kalte Luft hat. Genauer gesagt: Die Masse des gesamten Ballons inklusive Füllgas ist im Schwebezustand gleich wie die Masse der verdrängten Luft (siehe Archimedisches Prinzip). Ist seine Masse geringer, so steigt er; ist sie größer, so sinkt er.

### Ballongas
Manntragende Gasballons (wie auch Luftschiffe) werden im Ballonsport meist mit Wasserstoff gefüllt. Hauptgrund ist, dass Helium um ein Vielfaches teurer wäre und das Traggas am Zielort in der Regel einfach ausgelassen werden muss, da ein Ballon mit typisch > 6 m Durchmesser über Straßen nicht transportabel ist; das Rekomprimieren von Gas in Stahlflaschen ist ein sehr aufwendiger Vorgang. Weiters ist Helium mit Molekül- gleich Atommasse 4 doppelt so schwer (dicht) wie Wasserstoff mit H2-Molekülmasse 2, was durch die geringere Dichtedifferenz zu (feuchter) Luft zumindest 8 % weniger Auftrieb ergibt und zuletzt strömt Helium wegen seines kleineren Atoms viel leichter durch Membrane und Undichtheiten als das hantelförmige Wasserstoffmolekül.
Da Wasserstoff brennbar und sehr leicht entzündlich ist, und in Mischung mit Luft sogar detonieren kann, muss vor allem während des Füllvorgangs extrem vorsichtig vorgegangen werden. Dabei gilt nicht nur selbstverständlich ein absolutes Rauchverbot, sondern es muss auch weniger offensichtlichen Gefahrenmomenten wie der elektrostatischen Aufladung durch geeignete Sicherheitsvorkehrungen (durch leitfähige Ballonhüllen) Rechnung getragen werden. Reibungselektrizität kann zwischen Hülle und Boden, Mensch und Boden, durchströmtem Füllstutzen und Hülle entstehen. Dazu kommen stille Entladungen atmosphärischer Elektrizität.
Ein Fesselballon, der mittels Winde am Boden verankert ist, kann einen Tannenzapfensammler immer wieder bis in Baumwipfelhöhe heben, und kann mit einer Füllung mehrere Tage verwendet werden, wenn das Wetter über Nacht ein Verzurren in Bodennähe erlaubt und in der Nähe weitergearbeitet werden kann.
Das Füllen mit Wasserstoff, Schließen und Starten von Wetterballons aus Latex erfolgt teilweise automatisiert, der Mensch überwacht den Vorgang aus sicherer Entfernung.
Die Ultra-Long-Duration Balloons (ULDB) der NASA starten seit 1991 für polnahe Flüge überwiegend von der Antarktis mit bis zu 54 Tage Dauer in große Höhen (30–40 km) mit überwiegend drucklosen, transparenten Folienballons, Sie blähen sich entsprechend der Druckabnahme erst in der größten Höhe ganz auf und werden mit Helium für Traglasten bis zu 2000 kg, also zumindest 2000 m³ Helium gefüllt, entsprechend rund 220 Stahlflaschen mit 50 Liter und 200 bar Fülldruck.

#### Luftballon
Als Ballongas für Kinderballons, die Auftrieb besitzen sollen, ist aus Sicherheitsgründen – In Österreich seit etwa 2000 durch das Chemikaliengesetz – nur das unbrennbare Edelgas Helium zugelassen.

## Geschichte

### Geschichte der Heißluftballons

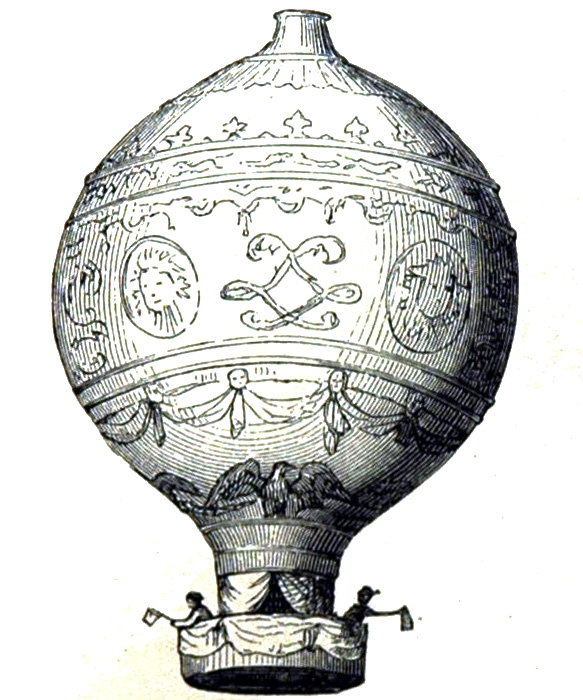
Montgolfière

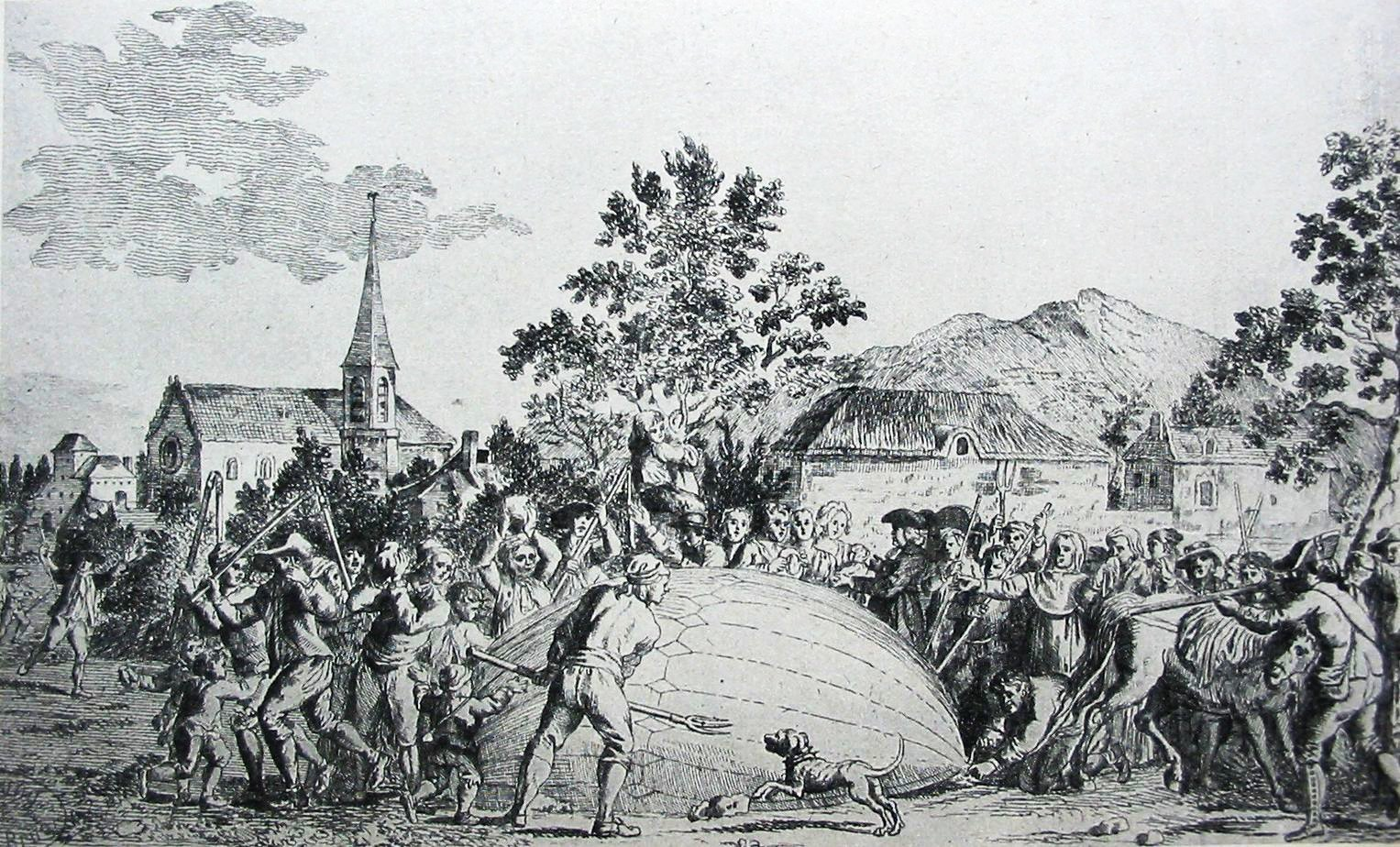
Wasserstoffballon Prof. Charles

Nach der geschichtlichen Überlieferung wurden Heißluftballons oder ein Vorläufer davon zum ersten Mal in China von Zhuge Liang (* 181; † 234) eingesetzt. Auf seinen Feldzügen erfand er neben anderen Dingen einen kleinen Heißluftballon, der von einer Kerze getrieben wurde und als Signal diente. Diese Erfindung wird in China Kong-Ming-Laterne genannt und als eine Art Feuerwerk genutzt. Sie diente zwar vermutlich nie zum Transport von Menschen oder Gütern, ist aber aufgrund ihres Funktionsprinzips der Vorläufer des modernen Heißluftballons und unterscheidet sich von ihm im Wesentlichen nur durch ihre geringere Größe und Verwendung eines Rahmens wie beim Luftschiff.
In Europa beginnt die Geschichte mit den Papierfabrikanten Joseph Michel Montgolfier und seinem Bruder Jacques Étienne Montgolfier. Sie versuchten zunächst, die von ihnen entwickelten Prototypen mit Wasserdampf zu betreiben; stiegen jedoch auf Heißluft um, als sich herausstellte, dass diese Methode effektiver war. Gemäß einer Anekdote sollen sie eines Tages eine Frau beobachtet haben, die unter der Wäscheleine ein Feuer angezündet hatte, damit die Wäsche schneller trocknet. Dabei soll ihnen aufgefallen sein, dass sich die großen Betttücher nach oben wölbten, obwohl kein Wind ging. Nach vielen Experimenten fanden sie heraus, dass das Feuer die Luft erwärmt hatte, die dann nach oben gestiegen war und somit die Betttücher aufgebläht hatte.
Am 7., 9. oder 14. Juni 1783 (die Quellenangaben unterscheiden sich hier) ließen sie in Annonay den ersten größeren Ballon vor Publikum steigen. Der Ballon war aus Leinwand und mit Papier abgedichtet. Der Flug soll Berichten nach rund 10 Minuten gedauert haben, wobei der Ballon auf eine Höhe von 1,5 km aufgestiegen sein soll. Da sie keine Naturwissenschaftler waren, gingen sie davon aus, dass es der Rauch sei, der den Ballon zum Steigen bringt. Daher bevorzugten sie stark qualmende Feuer mit Stroh und Schafswolle, um die Luft zu erhitzen.
Als König Ludwig XVI. davon erfuhr, forderte er die Brüder auf, ihm diesen Ballon zu demonstrieren. Gleichzeitig erging von ihm der Befehl an die Akademie der Wissenschaften, selber Versuche mit der Luftkugel in Paris durchzuführen.

### Geschichte des Gasballons

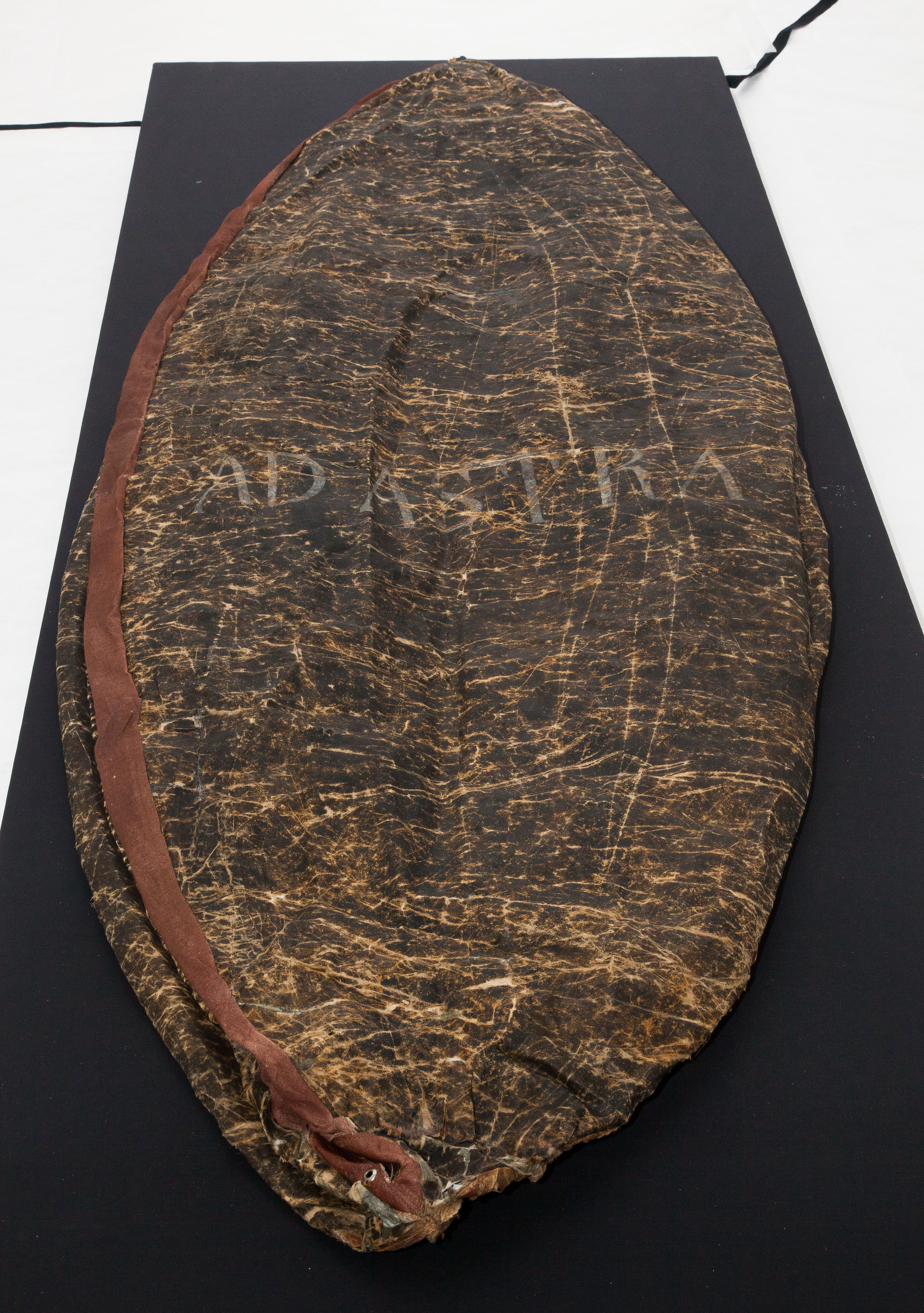
Hülle des Ballons „Ad Astra“, der am 28. Januar 1784 in Braunschweig aufstieg.

Ganz anders als die Gebrüder Montgolfier arbeitete Jacques Alexandre César Charles. Da er als Physiker an der Physik des Ballonaufsteigens interessiert war, ging er auf eine ganz andere Weise an das Projekt, welches ihm vom König übertragen worden war. Durch sein Wissen über Gase konnte er deren Eigenschaften nutzen und konstruierte so zusammen mit den Brüdern Anne-Jean Robert und Marie-Noël Robert einen dichten Seidenballon. Diesen füllte er mit Wasserstoffgas.
Der erste erfolgreiche Flug war am 27. August 1783. Der Ballon hatte einen Durchmesser von rund vier Metern und konnte bis zu neun Kilogramm mit sich führen. Der Flug dauerte 45 Minuten und führte vom Pariser Marsfeld bis ins benachbarte Dorf Gonesse. Die Bewohner des Dorfes hielten den Ballon jedoch für ein Ungetüm aus der Hölle und rückten ihm mit Mistgabeln und Sensen auf den Leib. Davon abgesehen konnte Charles den Flug als Erfolg verbuchen, denn er hatte auch bewiesen, dass es nicht der Rauch ist, der den Ballon zum Steigen bringt. Zudem wurde der Wasserstoffgasballon nach ihm Charlière benannt.
Den ersten bemannten Gasballonflug führten Charles und Marie-Noël Robert am 1. Dezember 1783 durch, wobei die Produktion des nötigen Wasserstoffgases aus Eisenspänen und Schwefelsäure fast drei Tage dauerte. Er blieb für zwei Stunden in der Luft und machte dann eine Zwischenlandung im 36 Kilometer entfernten Dorf Nesles-la-Vallée. Danach stieg Charles noch einmal selbst alleine auf. Damit war er der erste Mensch, der alleine in einem Ballon aufstieg. Trotz dieses Erfolges hatte er den Wettstreit mit den Brüdern Montgolfier verloren – um nur 10 Tage. Doch ganz geschlagen war Charles nicht, denn die Wasserstoffgasballons lösten sehr bald die Montgolfieren ab, da man mit ihnen mehrere Stunden in der Luft bleiben konnte. Den Heißluftballons gingen hingegen schon nach kurzer Zeit die Brennstoffvorräte aus.
Im Folgenden überquerte am 7. Januar 1785 der Gasballon des Franzosen Jean-Pierre Blanchard gemeinsam mit dem US-Amerikaner John Jeffries vom Westwind getrieben den Ärmelkanal.
Der erste (unbemannte) Ballonflug in Deutschland fand am 22. Januar 1784 in Ottobeuren statt (siehe Ulrich Schiegg), der nächste am 28. Januar 1784 in Braunschweig mit dem Ballon Ad Astra.
Der erste Flug eines Wasserstoffballons mit einem Passagier fand in der Schweiz durch den Franzosen Jean-Pierre Blanchard am 5. Mai 1788 in Basel statt.

### Geschichte der Heißluft-Gas-Hybrid-Ballons
Es gab zu dieser Zeit auch schon Personen, die sich mit der Kombination der beiden Auftriebsmedien Traggas und Heißluft beschäftigten. So der französische Physiker und erste Ballonfahrer der Welt Jean-François Pilâtre de Rozier. Er entwickelte einen Ballon, der aus einer Kugel mit Wasserstoffgasfüllung bestand, an dessen unterer Seite ein mit Luft gefüllter beheizbarer Zylinder angefügt war. Diese Konstruktionsart mit separaten Bereichen für Heißluft und Gas wird – unabhängig von der Wahl des verwendeten Traggases – nach ihm benannt (Rozière).
Am 15. Juni 1785 startete er mit solch einem Gefährt von Boulogne-sur-Mer aus mit dem Ziel, den Ärmelkanal zu überqueren. Die Heißluft erwärmte den Wasserstoff aber bald so stark, dass die Gashülle zu zerplatzen drohte. Mittels eines außen auf der Hülle nach oben reichenden Hanfseils konnte Rozier zwar ein Ablassventil betätigen, jedoch entstand Reibungselektrizität auf der Hülle, deren elektrostatische Entladung dann das ausströmende Wasserstoffgas in 900 Metern Höhe entzündete. Während das Gas abbrannte, fiel das Luftfahrzeug noch vor der Küste aufs Festland. Rozier und sein Mitfahrer Pierre Romain verstarben kurz darauf, noch an der Absturzstelle. Damit waren sie die ersten Todesopfer der Luftfahrt. Zu diesem Zeitpunkt hatten auch alle anderen Hybridballons mit konstruktiven Unzulänglichkeiten zu kämpfen und brachten keine nennenswerten Erfolge hervor.
Die Rozièren, die seit den 1970er Jahren Verwendung finden, werden mit unbrennbaren Traggasen befüllt. Während gewöhnliche Heißluftballons einige Stunden und bemannte Gasballons einige Tage fahren können, eignen sich Rozièren insbesondere für mehrwöchige Reisen. Außer Richard Bransons Überquerungen von Atlantik und Pazifik mit riesigen Heißluftballons, wurden diese Strecken und die beiden erfolgreichen Weltumrundungen nur mit heliumbefüllten Rozièren bewältigt.

### Weiterer Verlauf der Geschichte

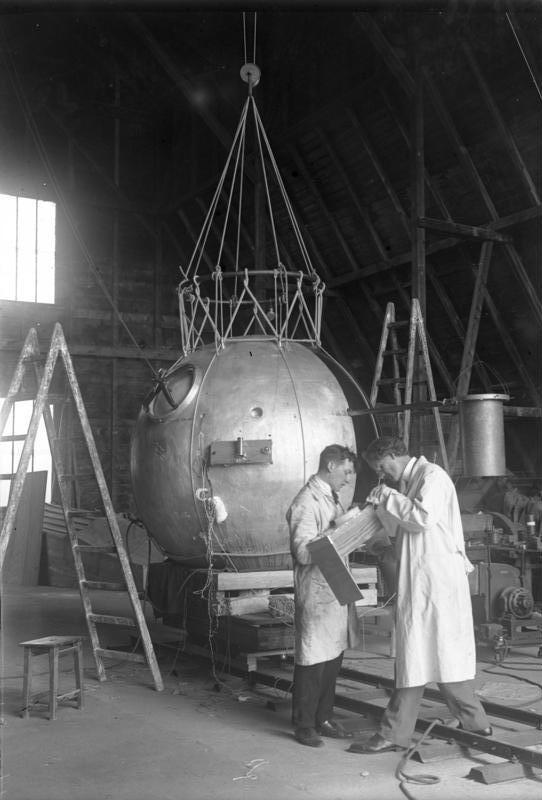
Kapsel zu Stratosphärenforschung 1930

Französische Offiziere nutzten sowohl während der Belagerung von Maubeuge im Juni 1794 wie auch vor der Schlacht von Fleurus am 26. Juni 1794 einen Ballon zur militärischen Luft-Fernaufklärung.
Die erste deutsche Ballonfahrt unternahm Friedrich Wilhelm Jungius 1805 über Berlin zu wissenschaftlichen Zwecken.
James Glaisher, Vorstand des meteorologischen Institutes von Greenwich und der Ballonpilot Henry Tracey Coxwell erreichten 1862 eine Höhe von 9.000 Meter im offenen Ballonkorb. Sie hatten ein wissenschaftliches Programm vorbereitet, um die Entstehung bestimmter Wettererscheinungen und die Grenze der Lebensfähigkeit des Menschen zu erforschen. Sie hatten weder Sauerstoff noch Druckanzüge an Bord. Beide Forscher fielen zeitweise in Ohnmacht und nur der Umstand, dass der Ballon von selbst zu sinken begann, rettete ihnen das Leben.
Am 4. Dezember 1894 erreicht der Berliner Meteorologe Arthur Berson bei einer Alleinfahrt im Ballon Phönix eine Höhe von 9.155 Metern. Diesen Rekord konnte er am 31. Juli 1901 noch einmal übertreffen. Gemeinsam mit Reinhard Süring stieg er im Ballon Preussen auf 10.800 Meter Höhe. Beide Ballonfahrer fielen trotz Sauerstoffatmung in Ohnmacht, aber die Messgeräte registrierten den Luftdruck und damit die Höhe weiter. Die Fahrt trug zur Entdeckung der Stratosphäre im Jahre 1902 bei.
Der mehrfache Gordon-Bennett-Cup-Teilnehmer Hugo Kaulen stellte im Dezember 1913 Weltrekorde auf (2.800 Kilometer in 87 Stunden, von Bitterfeld nach Perm/Uralgebirge). Hans Rudolf Berliner, Alexander Haase und Nikolai legten vom 8. bis 10. Februar 1914 3.053 km zurück. Beide Rekorde hielten bis 1976.
Die größte Höhe im offenen Korb in der Geschichte der Ballonfahrt erreichten nach eigenen Angaben – die offizielle Anerkennung blieb aus – der Ballonführer Alexander Dahl, der Meteorologe Galbas und Walter Popp am 31. August 1933 im Spezial-Höhenballon Bartsch von Sigsfeld mit 11.300 Metern. Die letzte Höhenfahrt mit dem Ballon „Bartsch von Sigsfeld“ brachte dem Luftfahrtingenieur Martin Schrenk und dem Meteorologen Victor Masuch am 13. Mai 1934 den Tod.
Erstmals mit luftdicht verschlossener Kabine stieg der Physiker Auguste Piccard 1932 bis auf 16.201 Meter (Luftdruckmessung) und 16.940 Meter (geometrische Messung) Höhe.
Diverse Rekorde brachte das Projekt Manhigh der amerikanischen Air Force 1957/1958, so auch erster Mensch an der Grenze zum Weltraum (29.900 m) und höchster Fallschirmsprung (im Zusammenhang mit den ersten Schleudersitzen für Flugzeuge). Das Projekt wurde später durch die NASA weitergeführt und ab Apollo 7 kam das Prinzip der Fallschirme bei den Bremsfallschirmen zum Einsatz.
Im Oktober 1976 stellt Paul Edward Yost neue Rekorde bei seinem Solo-Atlantikflug auf (3.938 km in 107:37 h).
Den bemannten Höhen-Rekord hielten von 1961 bis 2012 Malcolm D. Ross und Victor E. Prather, die über dem Golf von Mexiko auf 34.668 Meter Höhe stiegen. Der Österreicher Felix Baumgartner brach diesen Rekord am 14. Oktober 2012, als er mit einem Heliumballon in einer Kapsel über New Mexico auf 39.045 Meter stieg. Übertroffen wurde er mit 41.422 Metern von Alan Eustace ohne Kapsel im Druckanzug im Oktober 2014, von Roswell, New Mexico. Beide sprangen jeweils mit einem Fallschirm ab und stellten damit neue Höhenrekorde im Fallschirmsprung auf.
Die größte Höhe, die ein unbemannter Ballon bisher erreichte, beträgt 50 550 Meter.